# Le Secret de Loumèges
 (octobre 2023).
Si vous disposez d'ouvrages ou d'articles de référence ou si vous connaissez des sites web de qualité traitant du thème abordé ici, merci de compléter l'article en donnant les références utiles à sa vérifiabilité et en les liant à la section « Notes et références ».
Le Secret de Loumèges (Loamhedge) est le seizième tome de la série de fantasy animalière Rougemuraille de Brian Jacques. Il a été publié en 2003.
Dans l'ordre chronologique de l'histoire, il est précédé par L'Odyssée de Triss et suivi par La Pierre qui marche.